# جامعة إسطنبول التقنية
جامعة إسطنبول التقنية (بالتركية: İstanbul Teknik Üniversitesi)‏ ‏ ويُشار إليها عادة باختصار (ITU) أو باسم «الجامعة التقنية» (بالإنجليزية: Technical University)‏، هي جامعة تقنية دولية تقع في اسطنبول، بتركيا، وهي ثالث أقدم جامعة تقنية في العالم، مُخصصة للعلوم والهندسة وكذلك العلوم الاجتماعية مؤخراً ، وهي واحدة من أبرز المؤسسات التعليمية في تركيا.
تأتي جامعة إسطنبول التقنية في المرتبة 108 على مستوى العالم والأولى على المستوى الوطني في مجال الإتصالات والهندسة والتكنولوجيا، بحسب تصنيف الجامعات العالمي QS لعام 2009م.
وقد تلقى العديد من خريجي جامعة إسطنبول التقنية جوائز توبيتاك العلوم (TUBITAK) وجوائز توبا (TUBA). كما أصبح العديد من الخريجين أعضاء في أكاديمية العلوم في الولايات المتحدة وبريطانيا وروسيا.
فريق نادي جامعة إسطنبول التقنية لكرة السلة (بالتركية: İstanbul Teknik Üniversitesi B.K.)‏، واسمه «إيتوسبور» (ITUSpor)، هو فريق كرة سلة ينافس في دوري الدرجة الثانية التركي، تأسس في سنة 1953 ويقع مقره في إسطنبول. نافس في الدوري التركي لكرة السلة وفاز به خمس مرات (1968، 1970، 1971، 1972، 1973).
تضم الجامعة 39 برنامج للمرحلة الجامعية، و144 برنامج دراسات عليا، و13 كلية، و346 مختبراً، و12 مركزاً للبحوث. نسبة الطالب إلى المدرسين هي 12:1.

## إحصائيات
يبلغ عدد طلاب الجامعة 22,280 طالب، منهم 5,887 طالب دراسات عليا.

## أبرز الخريجين

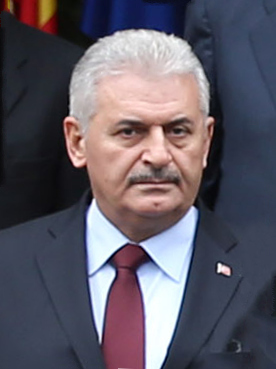
بن علي يلدرم، رئيس الوزراء 27 لتركيا
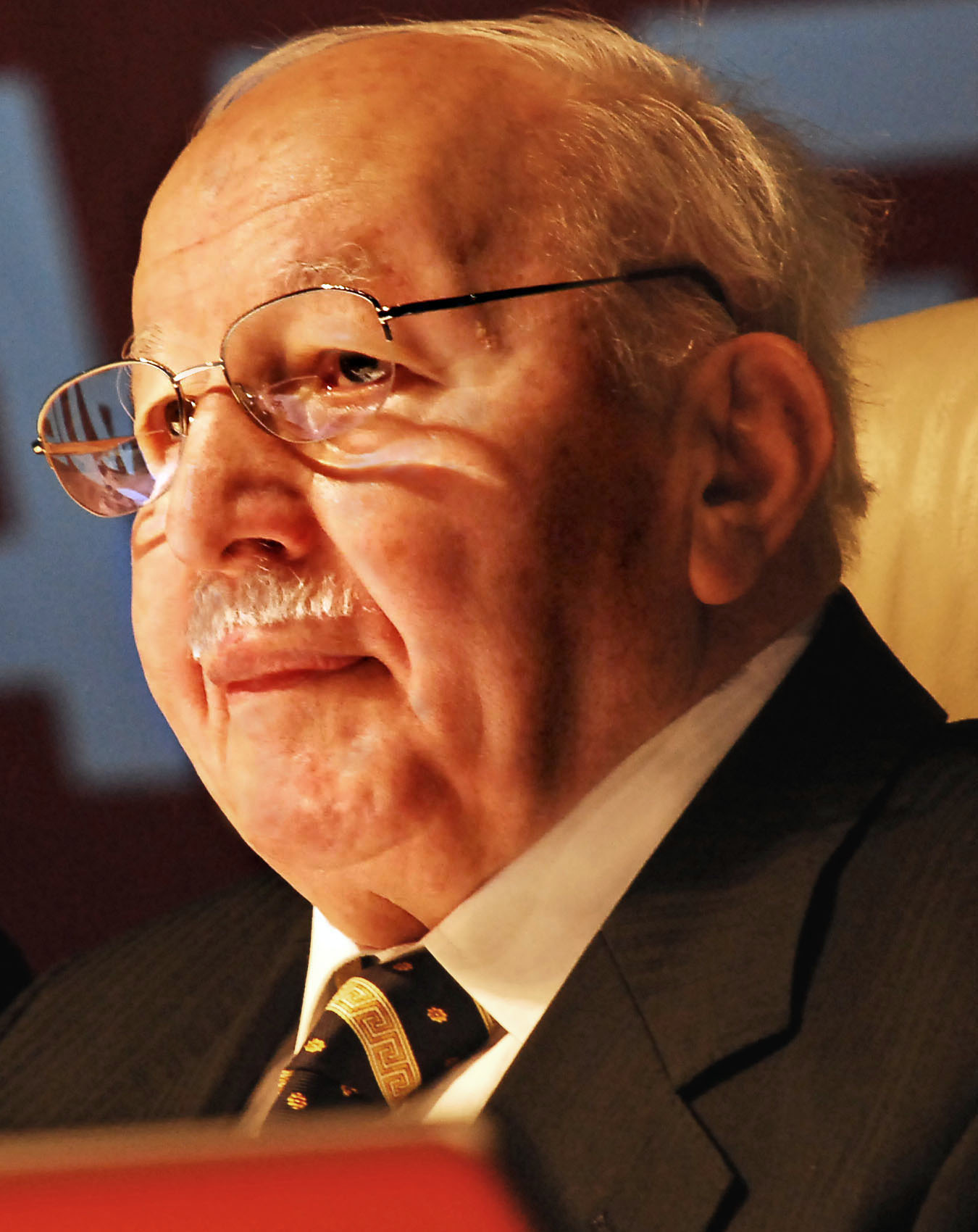
نجم الدين أربكان، رئيس الوزراء 23 لتركيا
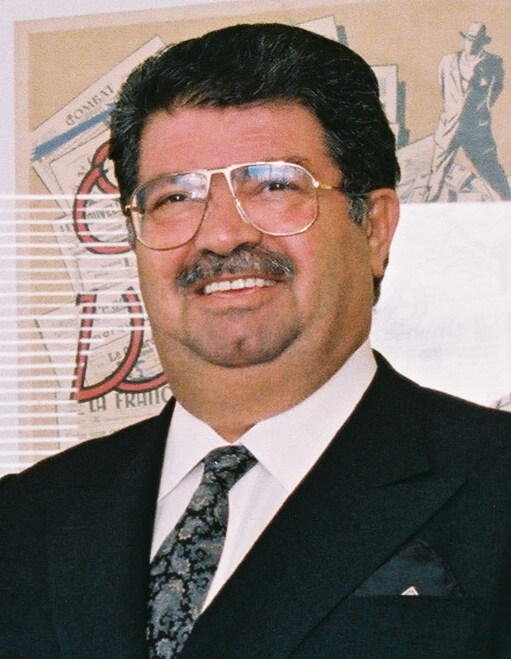
توركوت أوزال، الرئيس التركي الثامن
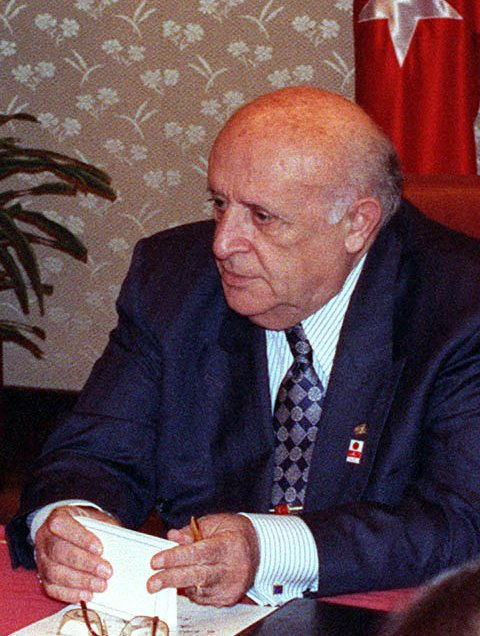
سليمان دميرل، رئيس تركيا التاسع

## وصلات خارجية
- الموقع الإلكتروني